# Theo
Theo er et drengenavn / mandsnavn, muligvis en kort form af Theodor, der betyder Guds gave. Navnet kan også staves uden H, altså Teo. Fordelingen pr 21. juni 2006 iflg Danmarks Statistik er 165 Theo'er og 15 Teo'er.
Staveformen med H er almindelig i engelsksprogede lande.
Tilsvarende findes pigenavnene Thea og Tea, hvoraf Thea er det mest anvendte i Danmark.

## Kendte faktiske og fiktive personer med navnet Theo
- Theo van Gogh, instruktør
- Theo Huxtable, søn i TV-serien Cosby & Co. fra 1996-2000 (CBS Television)